# Keldrimäe
Keldrimäe est un quartier du district de Kesklinn à Tallinn en Estonie,.

## Description
Situé dans la partie centrale de Tallinn.
Keldrimäe est voisin des quartiers de Torupilli, Juhkentali, Veerenni, Sibulaküla et Maakri.
Sa superficie est de 0,35 km2.
En 2019, Keldrimäe compte 5 482 habitants.
Les rues du quartier sont : Gildi tänav, Imanta tänav, Jakobi tänav, Juhkentali tänav, Friedrich Reinhold Kreutzwaldi tänav, Lastekodu tänav, Liivalaia tänav, Liivamäe tänav, Mardi tänav, Odra tänav , Tartu maantee, Torupilli ots, Turu tänav, Vana-Keldrimäe tänav, Vana-Liivamäe tänav, Veski tänav et Võlvi tänav.

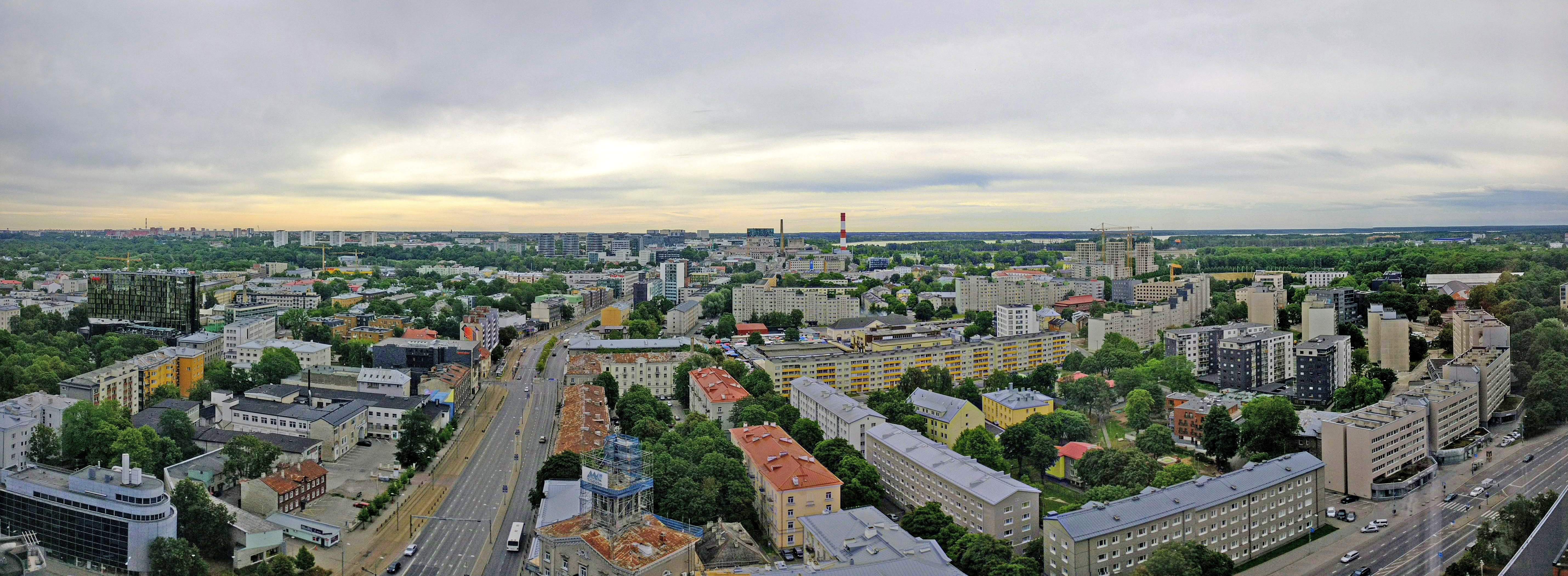

## Population
| 2008  | 2010  | 2011  | 2012  | 2013  | 2014  |
| ----- | ----- | ----- | ----- | ----- | ----- |
| 4 460 | 4 445 | 4 434 | 4 498 | 4 562 | 4 747 |

| 2015  | 2016  | 2017  | 2018  | 2019  | 2020  |
| ----- | ----- | ----- | ----- | ----- | ----- |
| 4 926 | 5 037 | 5 268 | 5 562 | 5 482 | 5 595 |

| 2021  | 2022  | - | - | - | - |
| ----- | ----- | - | - | - | - |
| 5 593 | 5 514 | - | - | - | - |

## Bâtiments
- Keldrimäe tn 9 - Marché central de Tallinn ;
- Liivalaia tn 38 - Église Notre-Dame de Kazan ;
- Juhkentali tn 25 - Jardin d'enfants de Liivamägi[11];
- Juhkentali tn 35 -  Magasin Rimi[12] ;

## Galerie

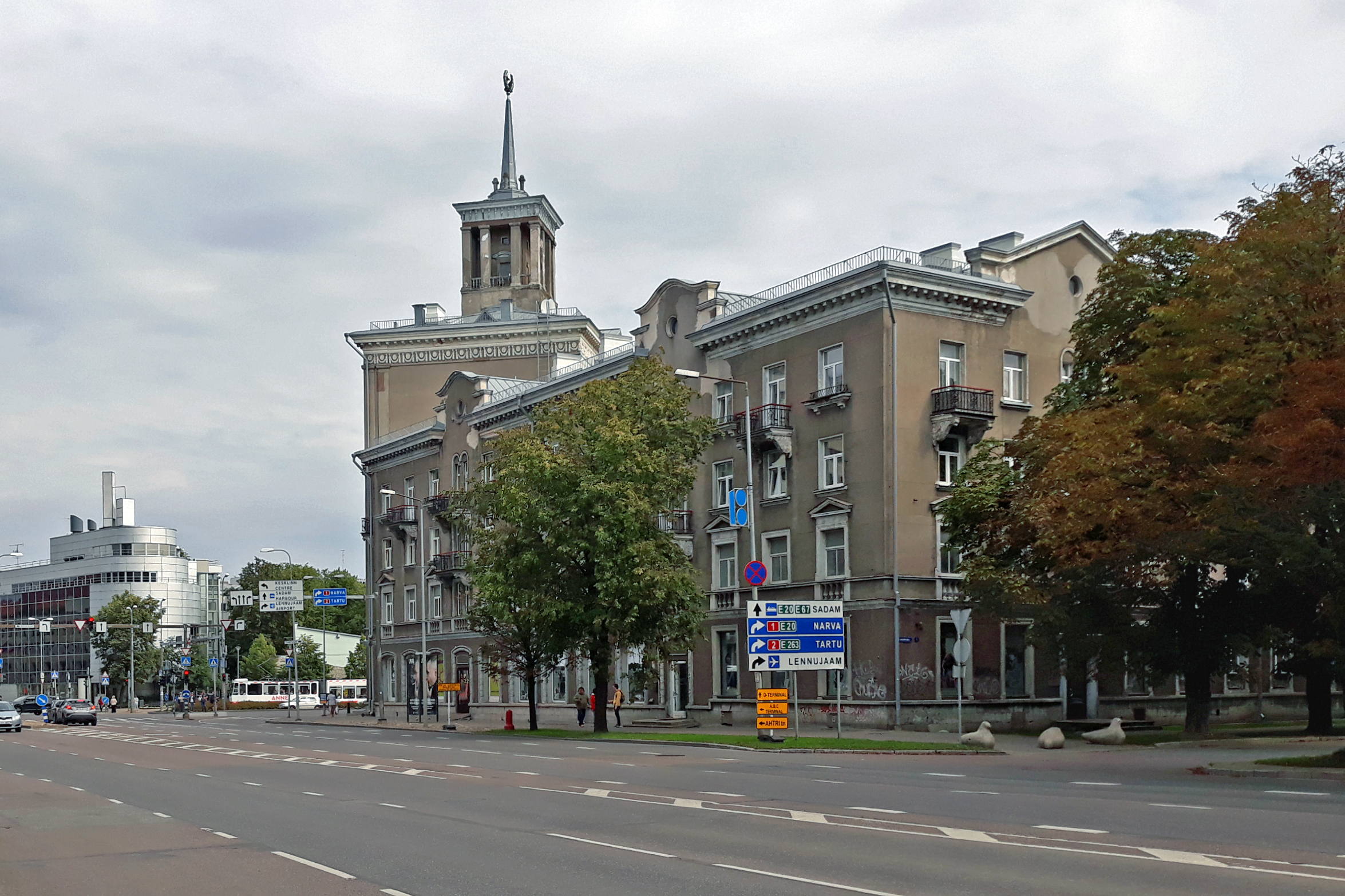
Croisement de Tartu mnt et Liivalaia tn.
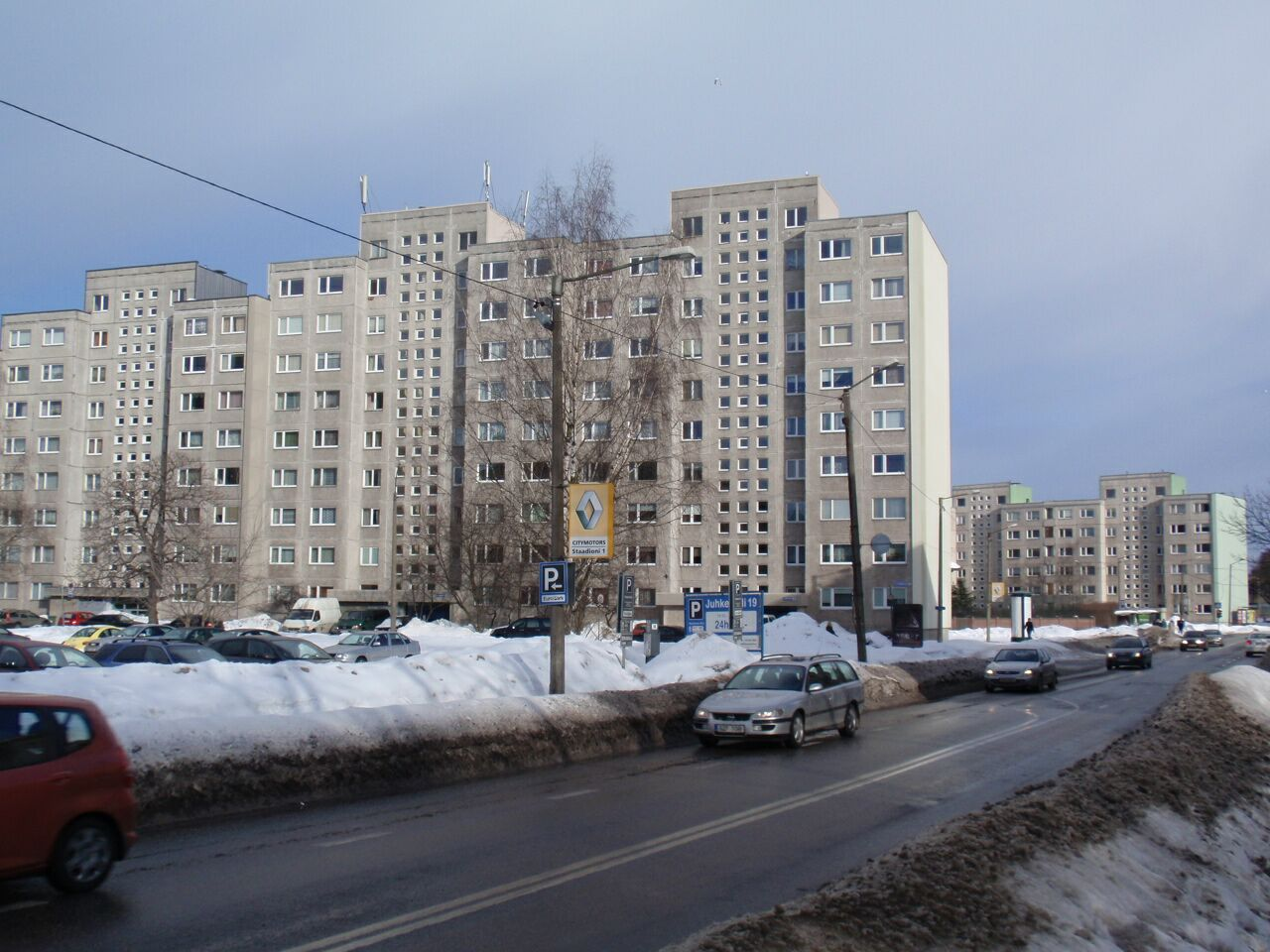
Liivamäe 2.
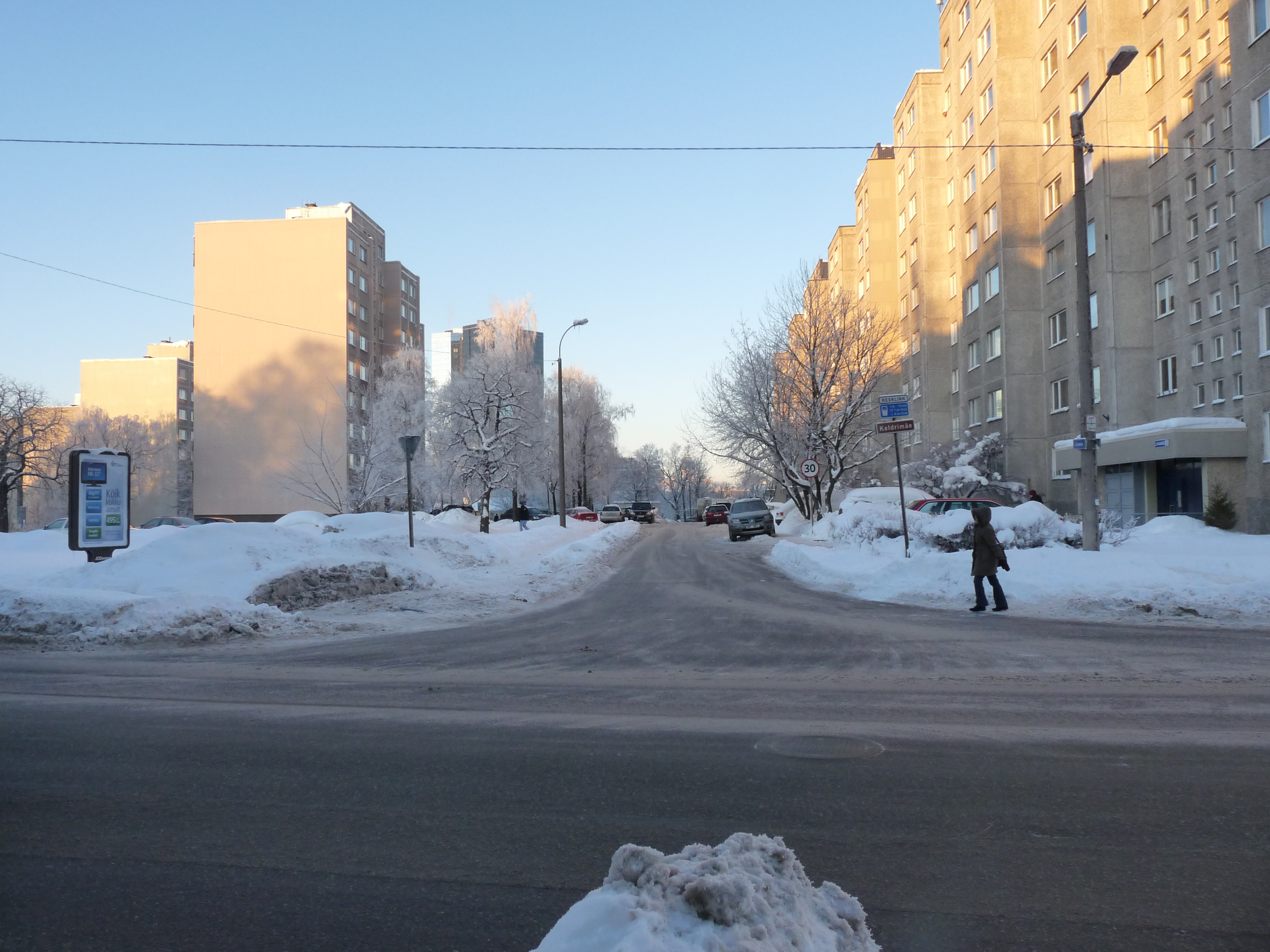
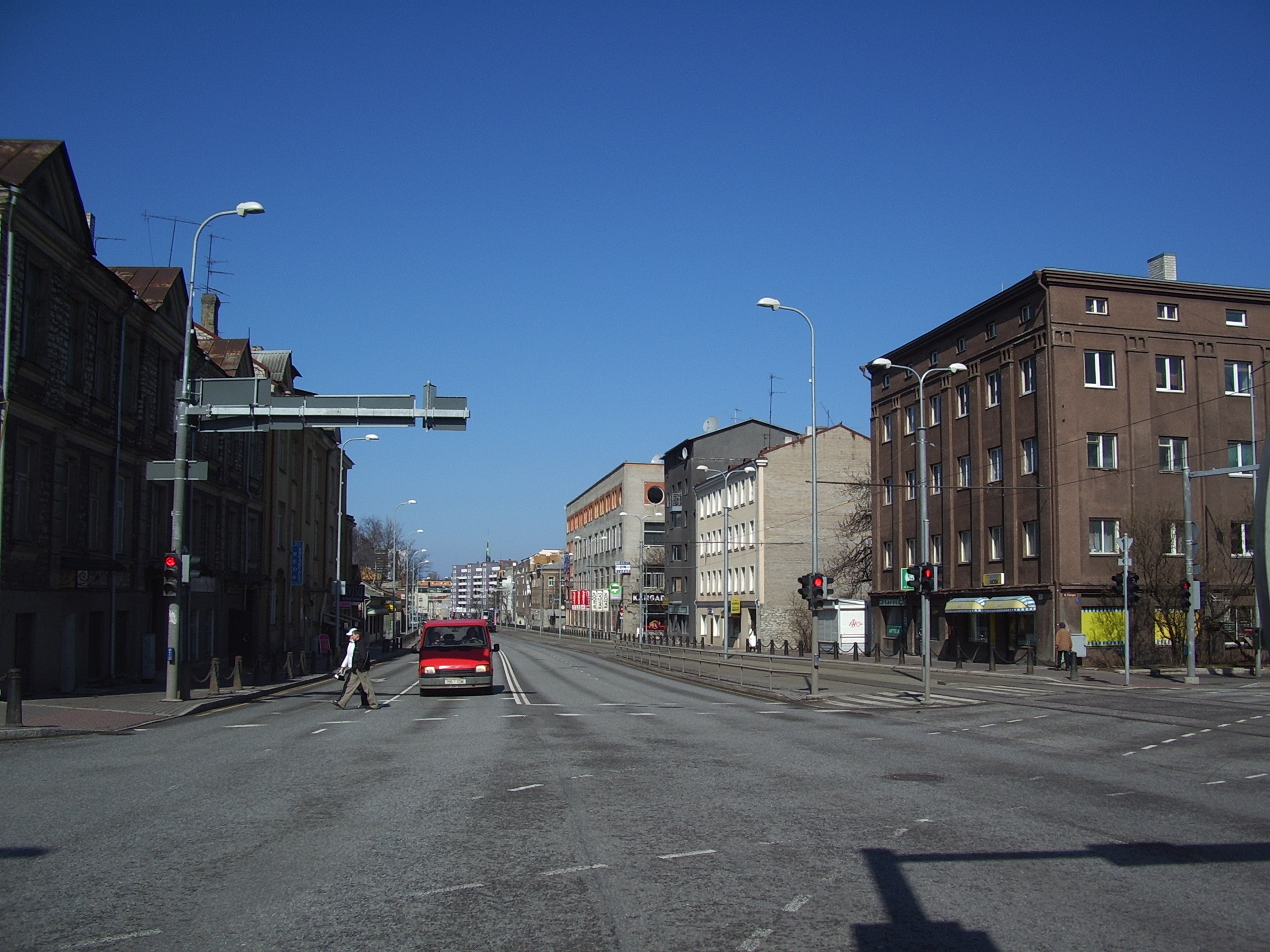
Tartu maantee.

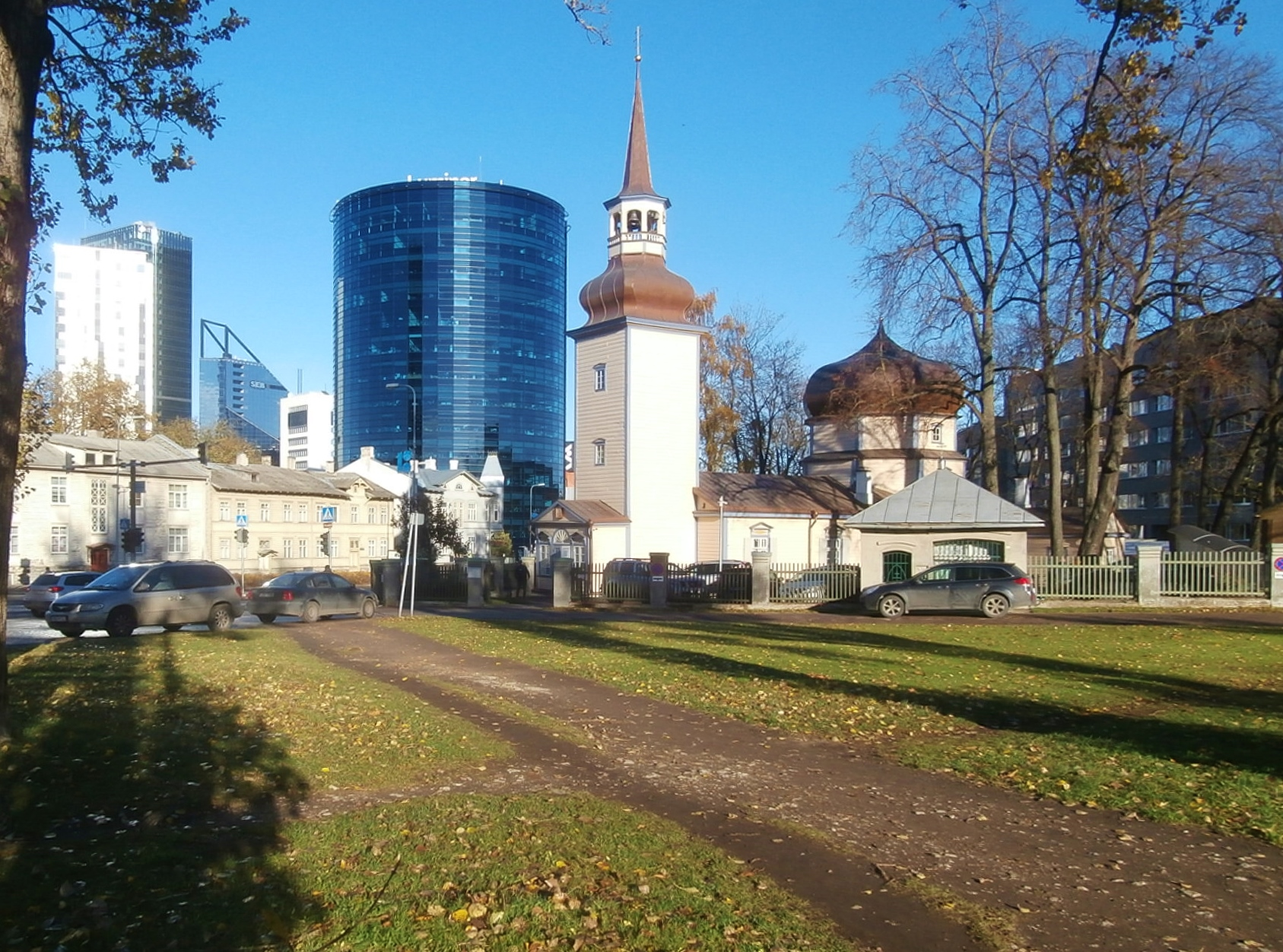
Église Notre-Dame de Kazan.
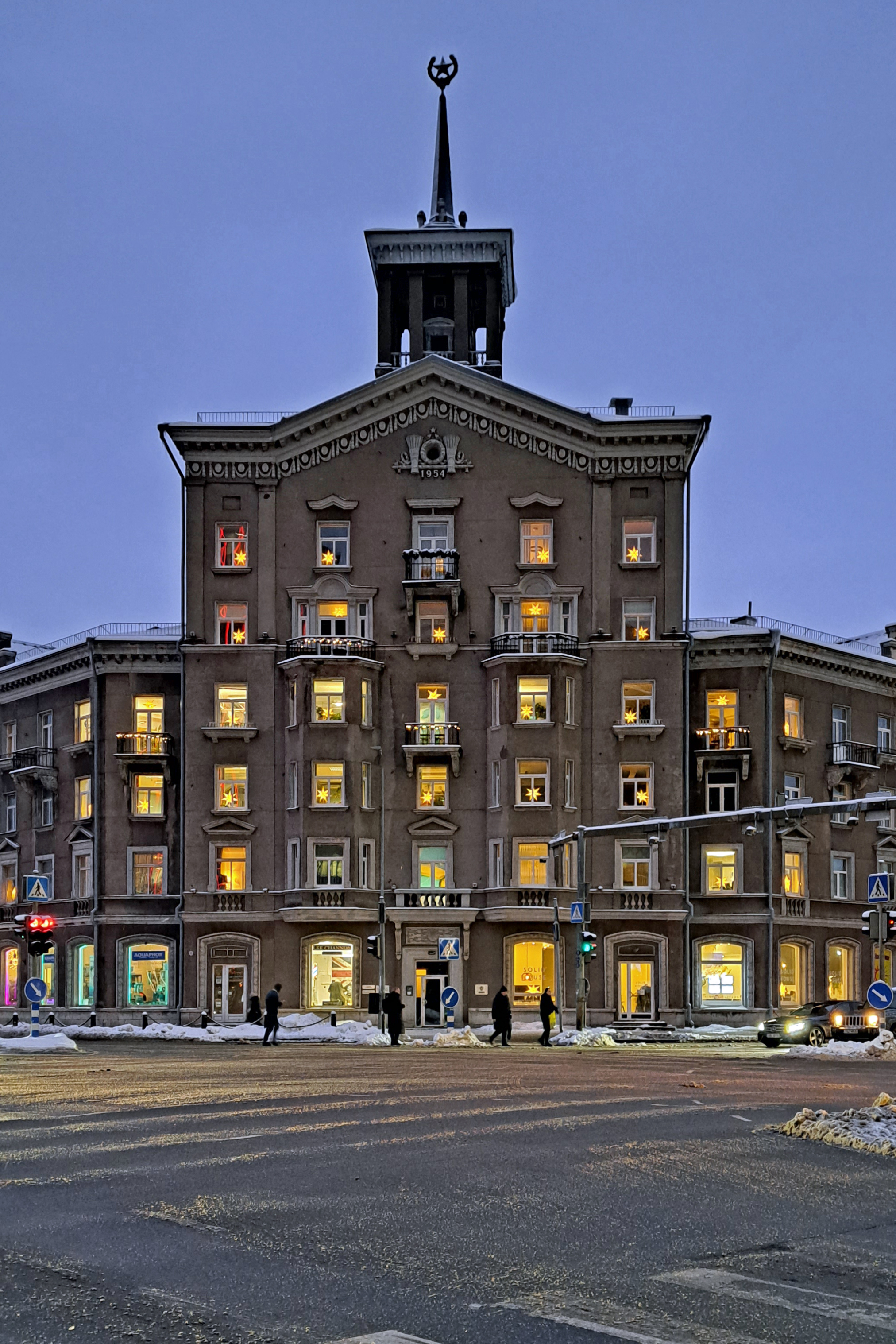
Tartu mnt 24.
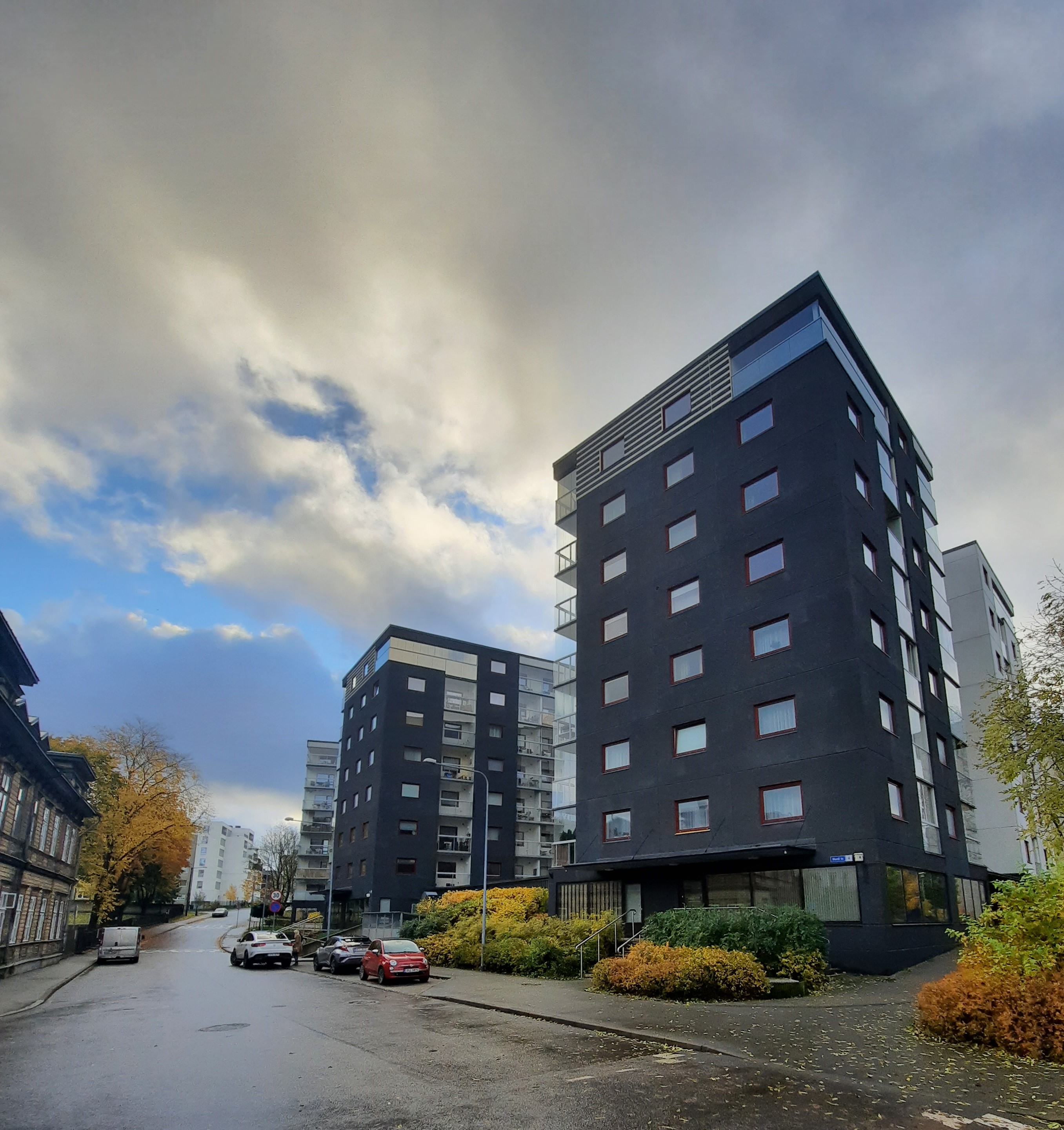
Mardi tänav.
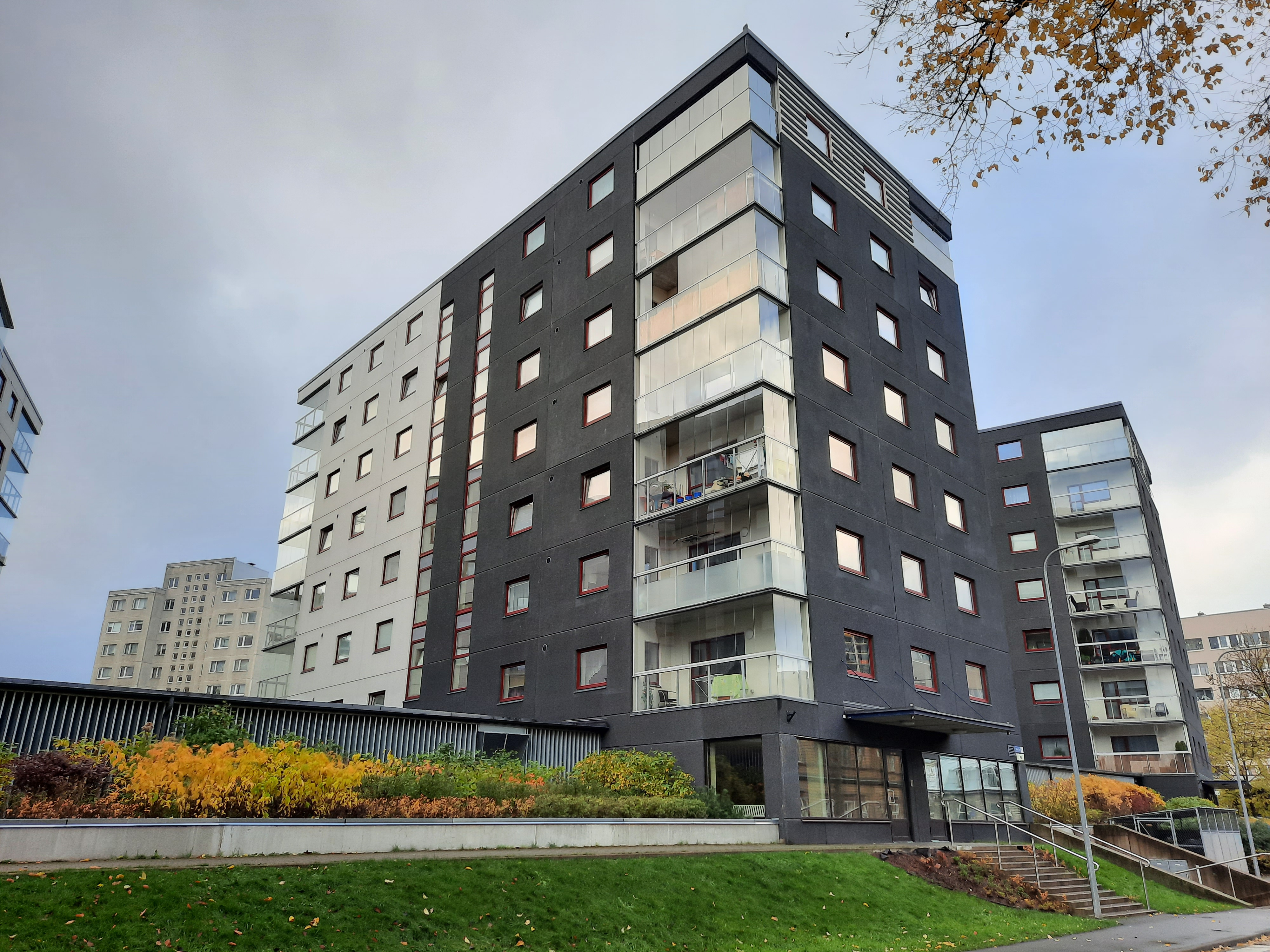
Mardi tänav.